# Carlslund

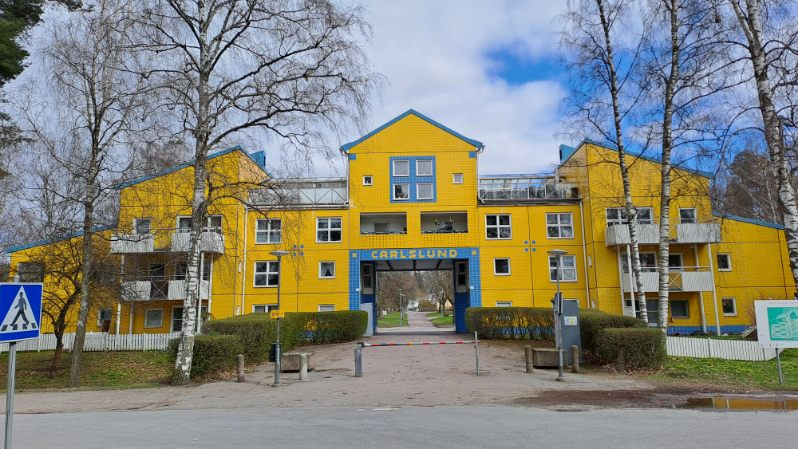
Portalhuset i Carlslund. Byggnaden var även entré till mässan Bo85.

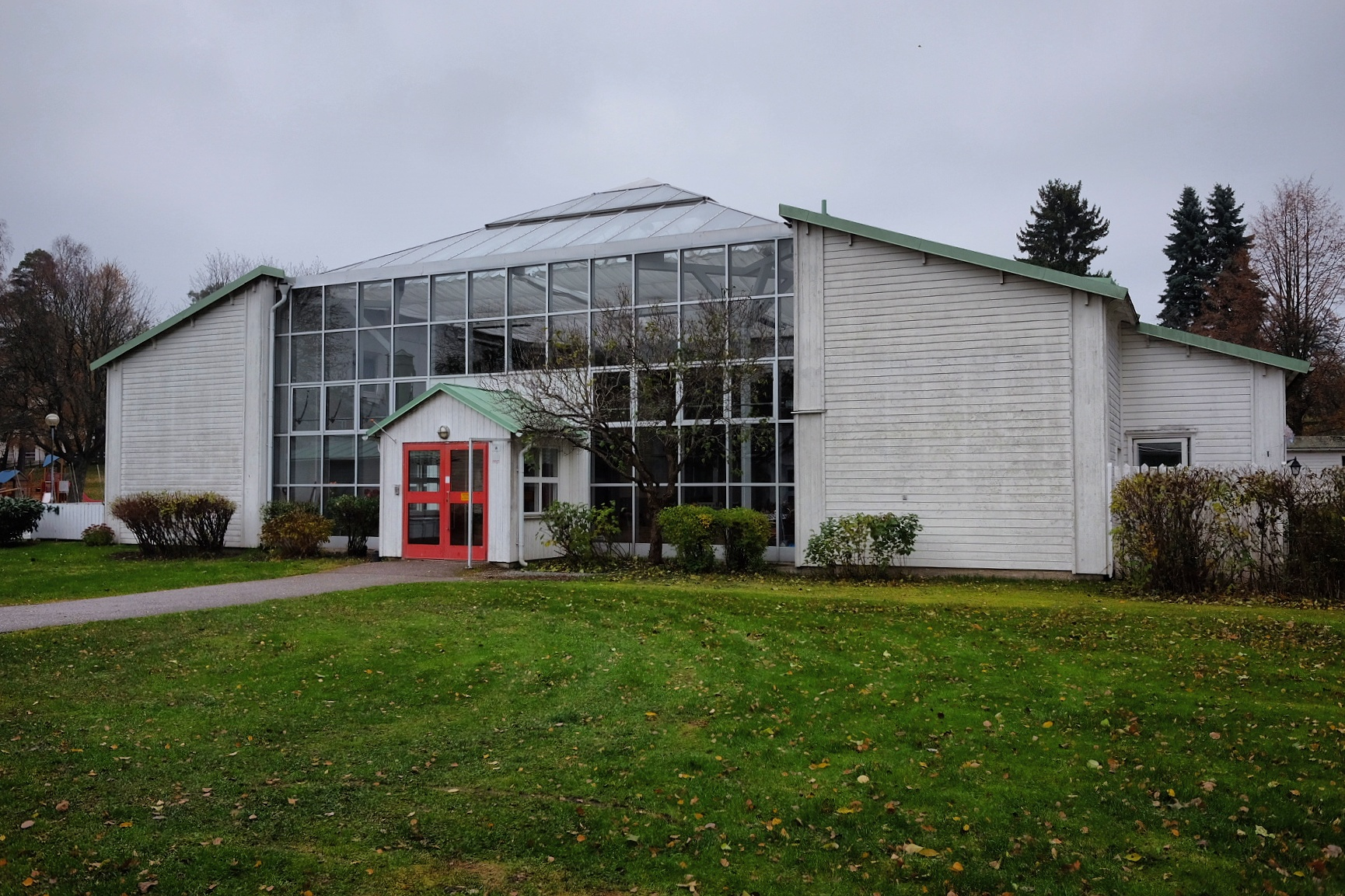
Ett atriumhus typiskt för området Carlsund.

Carlslund är ett bostadsområde beläget i den östra delen av Upplands Väsby kommun. Området fick sitt namn efter att Maria Krantzon år 1900 flyttat från Småland för att starta ett vårdhem för utvecklingsstörda i området. Fastigheten dit hon flyttade sin verksamhet hade tidigare varit snickeri, vars ägare hette Karl Engström. Han kom att ge namn till platsen - Karlslund.
I Carlslund anordnades år 1985 Sveriges första bomässa, Bo85. Större delen av husen i området bestod av personalbostäder från 1950-talet, samt bostäder på Lindhemsvägen som uppförts 1969. Till bomässan skedde en omfattande om- och nybyggnad av bostäder i området. Bland de nya husen fanns flera med inglasade atriumgårdar. I mitten av området byggdes även ett höghus med åtta våningar som fungerade som seniorboende och servicehus. Det kommunala bostadsbolaget Väsbyhem ägde hela området från 1985 fram till 2012. Sedan dess har en del av området, Blommelundsvägen, ombildats till bostadsrätter, och resterande del på Maria Krantzons väg och Lindhemsvägen tagits över av fastighetsbolaget Rikshem.

## Vårdhemmet

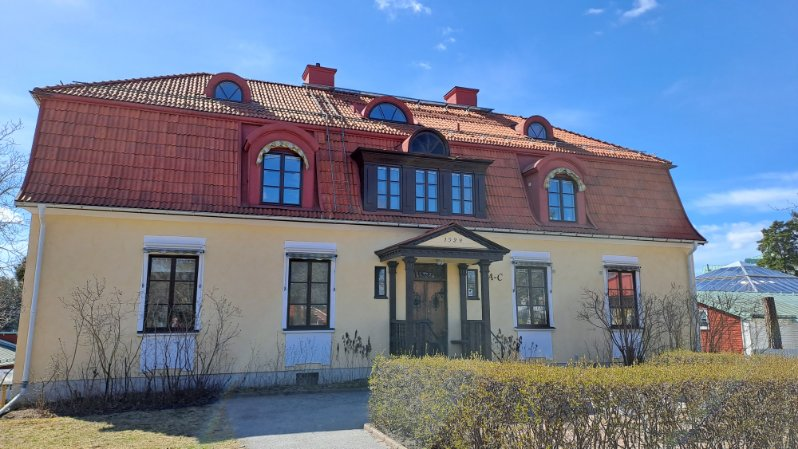
Marias minne från 1924. Carlslunds gamla vårdhem.

Maria Krantzon hade fått tillstånd att driva en asyl för 38 personer. När hon avled 1925 övertogs verksamheten av Stockholms stad. Vid slutet av 1940-talet fanns det 172 platser. 1953 invigdes flera nya byggnader för boende en bit ifrån det ursprungliga vårdhemmet, och successivt tillkom simbassäng, restaurang och aula. Vårdhemmet kom att bli en stor arbetsgivare för kommunen.
I mitten av 1970-talet bestämdes att vårdhemmet skulle avvecklas, och 1988 hade de sista personerna flyttat, flera till närbelägna Klockbacka vårdhem invid gamla Löwenströmska lasarettet. På 1990-talet användes byggnaderna av Migrationsverket. Mestadelen av anläggningen revs till förmån för det nya villaområdet Brunnby park under 2010-talet, men några finns kvar ombyggda till bostäder.